# 싸이보그지만 괜찮아
《싸이보그지만 괜찮아》는 2006년에 개봉한 박찬욱 감독의 로맨틱 코미디 영화이다. 일순 역의 정지훈 (비)과 영군 역의 임수정이 주연을 맡았다. 자신이 사이보그라고 생각하는 정신병원 환자 영군과 그녀를 좋아하는 일순의 이야기를 다루고 있다.
개봉 첫날에 약 92,000 명의 관객을 동원하였으며, 총 737,165 명의 관객을 동원하였다.

## 줄거리
한 라디오 공장에서 일하는 젊은 여성 영군은 자신이 사이보그라고 믿으며, 손목을 자르고 전원 콘센트에 연결하여 자신을 충전하려다 정신병원에 입원하게 된다. 그녀는 음식을 거부하고 대신 건전지를 핥거나 전기를 몸에 흘려보내려 하고, 기계와 대화하며 밤에는 라디오에서 사이보그가 되는 방법을 듣는다. 영군의 어머니는 딸의 망상에 대해 무지하다고 주장하지만, 사실은 알고 있었지만 너무 바빠서 도움을 요청하지 못했다는 것이 드러난다. 영군의 망상은 정신 질환을 앓았던 할머니가 쥐라고 믿었던 과거의 트라우마에서 비롯된 것이었고, 이로 인해 그녀는 할머니를 데려간 "흰옷을 입은 남자들"에게 복수하려는 환상을 자주 꾸게 된다.
정신분열증으로 인해 반사회적 행동과 도벽을 보이는 일순은 영군에게 매료된다. 그는 다른 사람의 감정에 공감하지 못하고 다른 사람의 영혼이나 속성을 훔칠 수 있다고 믿으며, 불안할 때마다 이를 닦는 버릇이 있다. 그는 다른 환자들의 특성을 몰래 훔쳐 자주 비난을 받지만, 자발적으로 특성을 가져갔다가 다시 돌려준다.
영군은 일순에게 "흰옷 입은 남자들"을 죽이기 위해 자신의 공감 능력을 훔쳐달라고 설득하고, 병원의 의사와 간호사들을 죽이는 환상을 본다. 식사를 거부하자 전기 충격 치료를 받게 되고, 이를 충전이라고 믿는다. 하지만 영군의 건강은 급격히 악화되고 의사들은 강제 급식을 시작한다. 이에 일순은 영군에게 공감하게 되고, 그녀가 먹을 수 있도록 쌀을 전기로 바꾸는 장치, 즉 쌀 메가트론을 등에 설치할 수 있다고 설득한다. 병원에서 처음으로 식사를 마친 후, 영군은 반복되는 꿈에서 할머니가 자신의 존재 이유를 설명해 주는 장면을 떠올린다. 영군은 자신이 번개로 폭발하는 "핵폭탄"이라는 할머니의 메시지를 읽고 일순과 함께 폭풍우 속으로 들어가 라디오 안테나를 피뢰침으로 사용하려 한다. 폭풍 속에서 천막이 날아가고, 일순은 와인이 빗물에 섞이는 것을 막기 위해 손가락으로 와인병을 막는다. 사실 일순은 영군을 번개로부터 보호하기 위해 임시 피뢰침 위에 코르크 마개를 올려놓은 것이었다. 해가 뜨자 두 사람은 함께 앉아 무지개 아래에서 포옹한다.

## 캐스팅
- 임수정 : 차영군 역
- 정지훈 : 박일순 역
- 오달수 : 신덕천 역
- 이영미 : 오설미 역
- 김춘기 : 이대평 역
- 박준면 : 왕곱단 역
- 김주희 : 손은영 역
- 천성훈 : 황규석 역
- 최희진 : 최슬기 역
- 이용녀 : 영군 엄마 역
- 유호정 : 어린 영군 엄마 역
- 손영순 : 영군 외할머니 역
- 이경은 : 입원실 여환자 역
- 김도연 : 간호사 역
- 박병은 : 김준범 역
- 김주복 : 오동수 역
- 오태봉 : 사고 운전자 역
- 장취하 : 대평털부인 역
- 조영숙 : 식당아줌마 역
- 이지현 : 영군 이모 역
- 이정용 : 연군 이모부 역
- 송연수 : 일순엄마 역
- 주유랑 : 아나운서 역
- 주희 : 손은영 역
- 김병옥 : 판사 역 (우정출연)